# Kleidotoma inustipennis
Kleidotoma inustipennis är en stekelart som först beskrevs av Förster 1869.  Kleidotoma inustipennis ingår i släktet Kleidotoma, och familjen glattsteklar. Arten är reproducerande i Sverige.